# George Jung
Pour les articles homonymes, voir Jung.
Ne doit pas être confondu avec le producteur d’ACDC, George Young.
George Jacob Jung, né le 6 août 1942 à Boston (Massachusetts) et mort le 5 mai 2021 à Weymouth (Massachusetts), surnommé « Boston George », est un trafiquant de drogue américain et acteur majeur dans l’importation de cocaïne aux États-Unis dans les années 1970 et début 1980. 
Il appartenait au cartel de Medellín, qui était responsable d’environ 89 % de la contrebande de cocaïne aux États-Unis. Jung était spécialisé dans le trafic à grande échelle de cocaïne provenant de Colombie. En 2001, sa vie fut narrée dans le film Blow, dans lequel il est incarné par Johnny Depp. Le 2 juin 2014, Jung est libéré de prison après avoir purgé une peine de 20 ans pour trafic de stupéfiants.

## Biographie

### Jeunesse et début de carrière
George Jung naît à Boston dans l’État du Massachusetts aux États-Unis. Il est élevé dans la ville de Weymouth au Massachusetts, par ses parents Ermine (née O’Neill) et Frédérick Jung, un Américain d'origine allemande. George Jung n’excelle pas en classe. Il est un bon joueur de football et est décrit par ses camarades de classe comme « un leader naturel ». Il est arrêté une première fois pour avoir sollicité les services d’une prostituée, qui était en fait un agent de police infiltré.
Après avoir reçu en 1961 un diplôme de l’école secondaire Weymouth, George Jung fréquente l’université du Mississippi du Sud. Il commence des études en publicité mais ne termine jamais le programme d’études. Jung commence alors à consommer, de façon récréative, de la marijuana, vendant une partie de ce qu’il achète pour couvrir ses frais.
En 1967, George Jung rencontre un ami d'enfance, « Tuna », et commence à envisager les énormes profits qu'il pourrait réaliser en passant en contrebande du cannabis de Californie vers la Nouvelle-Angleterre. Jung arrive à convaincre ses petites amies hôtesses de l'air de passer la drogue dans leurs bagages durant le vol. 
Pour augmenter ses profits, il commence avec son associé Jonathan et son ami « Tuna » à importer plusieurs centaines de kilos par avion de Puerto Vallarta au Mexique à Palm Springs en Californie. Il utilise des avions volés en provenance d'aéroports privés sur Cape Cod et des pilotes professionnels.  
Lorsque l’entreprise atteint son summum, on rapporte que George Jung et son associé empochaient 250 000 $ par mois (équivalent à plus de 1,6 million $ en 2020). Tout s'arrête en 1974, lorsque Jung est arrêté à Chicago pour avoir transporté 330 kilos de marijuana. À ce moment, George Jung est au Manoir Playboy où il doit rencontrer un contact venu chercher la drogue. Ce contact, arrêté pour trafic d’héroïne, livre des informations aux autorités au sujet de George Jung afin d'obtenir une réduction de peine. Après avoir débattu avec le juge de l'intérêt d’envoyer un homme en prison « pour avoir passé une ligne invisible avec une poignée de plantes », George Jung est envoyé dans l'institution correctionnelle fédérale de Danbury au Connecticut.

### Cartel de Medellín
Lors de ce premier séjour de vingt-six mois à la prison de Danbury pour trafic de marijuana, George Jung rencontre le germano-colombien Carlos Lehder en mars 1974 qui lui donne accès au puissant et international cartel de Medellín. En retour, George Jung lui apprend les rudiments de la contrebande de stupéfiants. En avril 1975, lorsque Jung et Lehder sont relâchés de prison, ils deviennent associés en affaire. Leur souhait est d'importer par voie aérienne des centaines de kilos de cocaïne du ranch colombien d'Escobar vers les États-Unis. Le relais californien de Jung en la personne de Richard Barile leur sera très utile. Jung a un garde du corps qui l'accompagne pour les échanges, il donne à l'homme les clefs d'une voiture et la moitié de la cocaïne et l'homme s'en va. Un ou deux jours plus tard, ils se retrouvent et échangent les clefs des voitures, l'une contenant l'autre moitié de la cocaïne et l'autre l'argent.
Bien qu'étant un simple intermédiaire, Jung accumule une fortune de 100 millions $. Il lui vient l'idée de voler des avions monomoteur pour le transport et de prendre 10 000 $ par kilo pour cinq vols de Colombie vers la Californie, transportant 300 kilos par vol. Cela lui rapporte 15 millions par trajet. Dans les années 1970, Jung gagne entre 3 et 5 millions par jour. Pour éviter à avoir à blanchir l'argent, il entrepose son argent dans la banque nationale du Panama.
À la fin des années 1970, il est doublé par Ledher qui le privera de son contact, Barile, aux États-Unis. Ses liens d’amitié avec Pablo Escobar lui permettent de continuer son trafic en indépendant. Fournisseur officiel des stars du rock et du cinéma, George Jung amasse une fortune de plus de cent millions de dollars. 
En 1987, George Jung est arrêté à sa résidence de Nauset Beach, près de Eastham au Massachusetts. Avec sa famille en ville, il échappe à la caution, mais se voit rapidement impliqué dans une autre affaire, dans laquelle une connaissance le trahit. Avec l'accord d'Escobar, Jung témoigne contre Ledher, ce dernier est extradé et Jung est relâché peu de temps après.

### Dernière incarcération
Décidé à se ranger, il entame une nouvelle vie avant de replonger dans le trafic de stupéfiants. Il est pris en 1994 avec 500 kg de cocaïne. George Jung plaide coupable à trois chefs d'accusation d'association de malfaiteurs, reçoit une peine d'emprisonnement de 60 ans,, et se voit emprisonné à la prison fédérale de Otisville dans l’État de New York avant d’être transféré à l’institution correctionnelle La Tuna à Anthony au Texas. 
Plus tard, George Jung témoigne au procès de son ancien complice Carlos Lehder et voit sa peine réduite,.
Selon le site du département correctionnel, le prisonnier n° 19225-004 a ensuite été détenu à l’institution correctionnelle de Fort Dix, au New Jersey. Sa date de libération était prévue pour le 27 novembre 2014, mais il a été libéré avant, le 2 juin 2014. 
À la suite de sa libération, George Jung part vivre dans une maison de transition (en) sur la côte ouest pour se réadapter à la société.
Le 6 décembre 2016, George Jung retourne derrière les barreaux après deux ans de liberté. La cause de ce nouvel emprisonnement serait due à un non-respect de sa liberté conditionnelle. L'équipe de management constituée à l'occasion de la promotion de son livre Heavy, lui aurait assuré avoir l'autorisation d'une sortie en dehors de son État, afin de se rendre à San Diego pour une conférence de quelques heures. Cependant, cela était entièrement faux, et George Jung a été arrêté à son retour en direction de Sacramento.

### Famille
George Jung a une fille prénommée Kristina Sunshine Jung, née d’une union avec sa femme, une Colombienne prénommée Mirtha. 
En 2002, un an après la sortie du film Blow, circule une rumeur selon laquelle sa fille est venue lui rendre visite pour la première fois depuis de nombreuses années. Cependant, cette rumeur n'est pas confirmée.